# Großherzoglich hessische Verdienstmedaille für Wissenschaft, Kunst, Industrie und Landwirtschaft

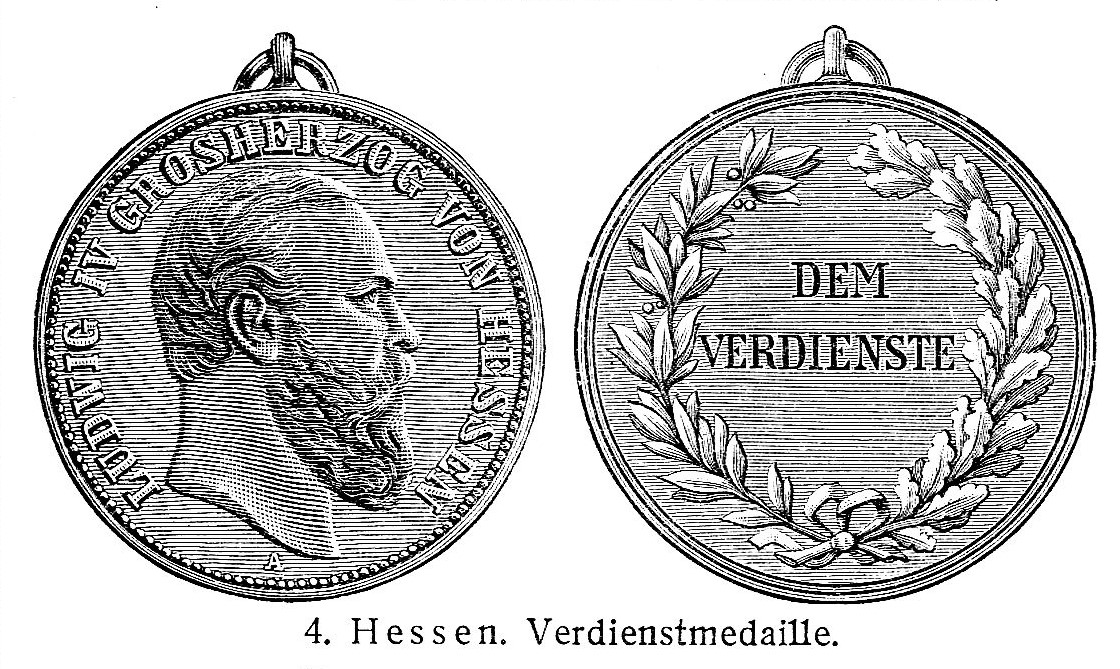
Großherzoglich hessische Verdienstmedaille 1889–1894

Die großherzoglich hessische Verdienstmedaille für Wissenschaft Kunst Industrie und Landwirtschaft wurde am 21. Mai 1853 vom Großherzog Ludwig III. gestiftet. Nach dem Tod des Trägers mussten die Medaillen zurückgegeben werden.
Sie wurde in Gold und Silber verliehen. Der Entwurf stammt vom Hofmedailleur Carl Friedrich Voigt.
Die Vorderseite zeigte zunächst ein nach links sehendes Porträt des Großherzogs. Sein Nachfolger Ludwig IV. ersetzte dieses am 8. Juni 1889 durch sein eigenes. Auch dessen Nachfolger Ernst Ludwig ließ sich 1894 dort abbilden.
Die Rückseite zeigt einen mit Doppelschleife gebundenen Kranz. Der Kranz zeigt links Lorbeerlaub und rechts Eichenlaub in je 7 Blattgruppen. Zentral findet sich die zweizeilige Schrift Dem Verdienste.
Die größte Änderung erfolgte am 4. Juni 1904. Ab diesem Zeitpunkt wurde zwei Medaillen vergeben. Jeweils eine für Kunst und Wissenschaft sowie eine für Landwirtschaft und Gewerbe.